# Ștefan Voicu
Ștefan Voicu (Geburtsname: Aurel Rotenberg; * 9. Januar 1906 in Bukarest; † 1992 ebenda) war ein rumänischer Politiker der Rumänischen Kommunistischen Partei (PCR), der unter anderem zwischen 1956 und 1972 Chefredakteur der Zeitschrift Lupta de clasă war, des theoretische und politische Organ des Zentralkomitees der Kommunistischen Partei.

## Leben
Der als Aurel Rotenberg geborene Ștefan Voicu stammte aus einer jüdischen Familie und war nach dem Besuch des Theoretischen Gymnasiums als Journalist tätig. Er wurde 1923 in Bukarest Mitglied der Union junger Kommunisten UTCdR (Uniunea Tineretului Comunist din România), der Jugendorganisation der damaligen Kommunistischen Partei PCdR (Partidul Comunist din România), und engagierte sich zwischen 1923 und 1928 als Mitglied der Journalistengewerkschaft (Uniunii Ziaristilor). Aufgrund seiner Aktivitäten in der UTCdR und der Gewerkschaft wurde er nach 1925 wiederholt verhaftet und drei Mal zu Haftstrafen verurteilt. Nachdem er 1931 Sekretär des UTCdR-Komitees der Region Dobrudscha war, wurde er 1932 wurde Mitglied der PCdR und engagierte sich von 1932 bis 1940 auch in deren Organisationen Demokratischer Block (Blocul Democratic) und Roten Hilfe (Ajutorul Roșu). Er war zwischen 1933 und 1934 Sekretär des PCdR-Komitees der Region Bukowina  und danach Sekretär des Regionalkomitees der PCdR in Moldau. Nachdem er von 1934 bis 1935 Mitglied des Regionalkomitees der PCdR in Prahova war, fungierte er zwischen 1935 und 1940 im als Instrukteur des Zentralkomitees (ZK) für Massenorganisationen.
Aufgrund seiner kommunistischen Aktivitäten wurde Voicu im Juni 1940 im Lager von Tîrgu Jiu interniert und erst nach dem Staatsstreich vom 23. August 1944 entlassen. Daraufhin wurde er 1944 zunächst Chefredakteur der in Craiova erscheinenden Tageszeitung Înainte und daraufhin 1945 Aktivist in der ZK-Abteilung Propaganda und Agitation, ehe er zwischen 1946 und 1955 Chefredakteur der Tageszeitung Scînteia war. Voicu, der auch ein Studium an der Wirtschaftsakademie Bukarest sowie an der Parteihochschule „Ștefan Gheorghiu“ absolvierte, wurde im Januar 1956 Chefredakteur der Zeitschrift Lupta de clasă, das zweiwöchentlich erscheinende theoretische und politische Organ des ZK der PMR. Er bekleidete diese Funktion bis zur Einstellung des Erscheinens im August 1972 und war daraufhin zwischen Dezember 1972 und April 1982 Chefredakteur der Era Socialistă, die in der Nachfolge von Lupta de clasă erschien.
Auf dem Siebten Parteitag der PMR (23. bis 28. Dezember 1955) wurde er Kandidat des ZK der PMR und behielt diese Funktion bis zum 25. Juni 1960. Er wurde auf dem Achten Parteitag der PMR (20 bis 26. Juni 1960) Mitglied des ZK der PMR und gehörte diesem Parteigremium bis zum 22. November 1984 an. 1965 wurde Voicu erstmals Mitglied der Großen Nationalversammlung und gehörte dieser zwanzig Jahre lang bis 1985 an. Am 8. März 1971 wurde er Mitglied des Nationalrates für Hörfunk und Fernsehen und fungierte ferner seit Oktober 1971 als Mitglied und Vizepräsident der Akademie für Sozial- und Politikwissenschaften (Academia de științe social-politice „Ștefan Gheorghiu“). Ferner war Mitglied des Nationalrates der Sozialistischen Einheitsfront FUS (Frontul Unității Socialiste). Im November 1972 übernahm er zudem die Leitung der Chefredaktion von Munca de Partid, eine alle vierzehn Tage erscheinende Zeitschrift über die Arbeit der Partei. Während seiner Parlamentszugehörigkeit wurde er am 22. März 1975 Mitglied des Ausschusses für auswärtige Angelegenheiten und wirtschaftliche Zusammenarbeit.
Für seine langjährigen Verdienste wurde Ștefan Voicu mehrmals ausgezeichnet und erhielt unter anderem 1948 den Orden der Arbeit Zweiter Klasse (Ordinul Muncii), 1949 den Orden Verteidigung des Vaterlandes (Ordinul Apărarea Patriei) Dritter Klasse, 1952 den Stern der Volksrepublik Rumänien Zweiter Klasse (Ordinul Steaua Republicii Populare Române), 1956 den Orden der Arbeit Erster Klasse, 1959 den Orden 23. August Zweiter Klasse (Ordinul 23. August), 1964 den Stern der Volksrepublik Rumänien Erster Klasse, 1966 den Orden Tudor Vladimirescu Zweiter Klasse (Ordinul Tudor Vladimirescu) sowie 1970 den Titel Held der sozialistischen Arbeit (Erou al Muncii Socialiste).